# Geek Girl
Geek Girl är en brittisk dramaserie vars första säsong hade premiär på strömningstjänsten Netflix en 30 maj 2024. Serien, som består av tio avsnitt, är baserad på Holly Smales roman från 2013 med samma namn.

## Handling
Serien kretsar kring den konstiga tonåriga Harriet Manners vars liv vänds på ända när hon upptäcks som modell.

## Rollista (i urval)
- Emily Carey – Harriet Manners
  - Happy Jankell – Svensk röst
- Sarah Parish – Jude Paignton
  - Carla Abrahamsen – Svensk röst
- Emmanuel Imani – Wilbur Evans
  - Alex Falk – Svensk röst
- Liam Woodrum – Nick Park
  - Simon Edenroth – Svensk röst
- Zac Looker – Toby Pilgrim
  - Joel Valois – Svensk röst
- Tim Downie – Richard Manners
  - Daniel Sjöberg – Svensk röst
- Jemima Rooper – Annabel Manners
  - Cecilia Wrangel Skoug – Svensk röst
- Daisy Jelley – Poppy Hemple-Cartwright
  - Anna Isbäck – Svensk röst
- Rochelle Harrington – Natalie Grey
  - Yamineth Dyall – Svensk röst
- Sandra Yi Sencindiver – Yuji Lee